# Gan ha-Szomeron
Gan ha-Szomeron (hebr. גן השומרון) – moszaw położony w Samorządzie Regionu Menasze, w dystrykcie Hajfa, w Izraelu.

## Położenie
Moszaw jest położony na południe od masywu Góry Karmel, w pobliżu miasta Hadera.

## Historia
Moszaw został założony w 1934 roku przez imigrantów z Niemiec.

## Gospodarka
Gospodarka moszawu opiera się na intensywnym rolnictwie. Produkuje się tutaj oliwę z oliwek oraz uprawia liczne drzewa owocowe.
Na południowy wschód od moszawu znajduje się baza lotnicza En Szemer, która jest wykorzystywana także do celów cywilnych.